# Baraque de Fraiture
La Baraque de Fraiture es el punto más alto de la provincia de Luxemburgo, en Bélgica. Situado en el término municipal de Vielsalm, se encuentra a 652 metros de altitud sobre el nivel del mar. Es también uno de los puntos más altos del país, solo 39 metros inferior al punto culminante, que es la signal de Botrange. La Baraque de Fraiture tiene una pequeña estación de esquí que abre entre 20 y 60 días al año y consta de tres pistas de esquí alpino de 350, 700 y 1.000 metros de longitud, así como varias de esquí de fondo.

## Geografía
La Baraque de Fraiture está en la cresta que separa la cuenca del río Ourthe de la del Amblève en la cumbre de la meseta de Tailles . El terreno consiste en prados, campos y bosques.
Se puede acceder a la Baraque de Fraiture por la Autoroute du Soleil (A26 / E25), saliendo en la salida 50 y girando por la N30 (Lieja–Bastogne) y la N89 (La Roche-en-Ardenne–Salmchâteau).

## Historia

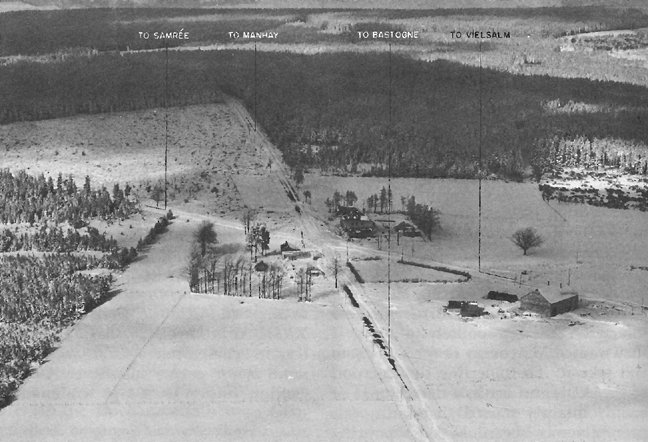
El cruce de carreteras de la Baraque de Fraiture durante la Segunda Guerra Mundial.

Durante la Segunda Guerra Mundial, la Baraque de Fraiture fue tomada dos veces por los alemanes en sendas ofensivas por sorpresa. El 11 de mayo de 1940, el día después de comenzar la invasión de Bélgica, la colina fue tomada por los alemanes de la 5ª división Panzer que se dirigía a cruzar el río Mosa en Dinant.
Liberada por los estadounidenses en 1944, el cruce de carreteras que ocupa la cumbre de la Baraque de Fraiture fue escenario de un duro combate durante la batalla de las Ardenas. El 23 de diciembre de 1944, un regimiento de la 2ª División Panzer SS alemana derrotó a una guarnición de varios cientos de soldados estadounidenses y se apoderó del cruce.

## En la cultura popular
En diciembre de 2005, el dramaturgo holandés Ivan Vrambout estrenó una obra de teatro titulada Baraque Frituur que mostraba los prejuicios recíprocos de flamencos y valones. El título de la obra se inspira de la forma en la que este autor, al igual que muchas otras personas, entienden las palabras Baraque Fraiture, creyendo que se refiere a un baraque à frites,es decir una freiduría o kiosco de patatas fritas.